# Lycium minimum
Lycium minimum ist eine Pflanzenart aus der Gattung der Bocksdorne (Lycium) in der Familie der Nachtschattengewächse (Solanaceae).

## Beschreibung
Lycium minimum ist ein hoher, aufrechter Strauch, der Wuchshöhen von 1 bis 2 m erreicht. Seine Laubblätter sind unbehaart, 3 bis 13 mm lang und 0,5 bis 1 mm breit.
Die Blüten sind zwittrig und vierzählig. Der Kelch ist röhrenförmig und unbehaart. Die Kelchröhre hat eine Länge von 2 mm und ist mit 0,5 bis 1,8 mm langen Kelchzähnen besetzt. Die Krone ist trichterförmig und weiß-cremefarben gefärbt. Die Kronröhre ist 2,5 bis 3,5 mm lang, die Kronlappen 1,2 bis 2 mm. Die Staubfäden sind unbehaart.
Die Frucht ist eine orange, kugelförmige Beere mit einer Länge von 3 mm und einer Breite von 2 mm. Jede Frucht enthält zwei Pyrenen mit jeweils einem Samen.
Die Chromosomenzahl beträgt 2n = 48.

## Vorkommen
Die Art kommt auf den Galapagos-Inseln vor.

## Systematik
Molekularbiologische Untersuchungen platzieren die Art als Schwesterart zu Lycium athium. Beide Arten weisen steinfruchtartige Früchte mit zwei Samen auf, wie sie in ähnlicher Weise auch in den nicht näher verwandten Arten Lycium californicum und Lycium ameghinoi auftreten. In letzteren sind die Früchte jedoch komplett verholzt, was bei Lycium athium und Lycium minimum nicht auftritt.

## Nachweise

### Hauptbelege
- J.S. Miller und R.A. Levin: Lycium minimum. In: Project Lycieae